# Отгонный
Отгонный — хутор в Палласовском районе Волгоградской области, в составе Эльтонского сельского поселения. Хутор расположен на юге Палласовского района, в 30 км юго-восточнее посёлка Эльтон.
Население — 93 (2010)

## История
Населённый пункт основан на базе бригады № 9 колхоза имени Чапаева Краснодеревенского сельского Совета. В 1962 году присвоено наименование – хутор Отгонный. В 1967 году центр Краснодеревенского сельсовета был перенесен из села Красная Деревня в хутор Отгонный. В 1987 году хутор Отгонный был передан из состава Краснодеревенского сельсовета Палласовского района в административное подчинение Эльтонскому поселковому совету.

## Население
Динамика численности населения по годам:
| 1987 | 2002 |
| ---- | ---- |
| ≈170 | 75   |

| 2010 |
| ---- |
| 39   |